# Shaitan (Alloni)
Shaitan è un romanzo dello scrittore e giornalista italiano Marco Alloni. 

## Edizioni
- Marco Alloni, Shaitan, Imprimatur, 2013, ISBN 88-97949-32-0.